# سوسی سانچس
سوسی سانچس (اسپانیایی: Susi Sánchez‎؛ زادهٔ ۱۹۵۵) بازیگر اهل اسپانیا است. وی برندهٔ جوایزی همچون جایزه گویای بهترین بازیگر نقش اول زن شده‌است.

## گزیدهٔ فیلم‌شناسی

### سینما
- نگهبان نامرئی (۲۰۱۷)
- جولیتا (۲۰۱۶)
- ترومن (۲۰۱۵)
- خیلی هیجان‌زده‌ام (۲۰۱۳)
- پانزده سال و یک روز (۲۰۱۳)
- پوستی که در آن زندگی می‌کنم (۲۰۱۱)
- ۱۰٬۰۰۰ شب هیچ‌کجا (۲۰۱۱)
- شیر اندوه (۲۰۰۹)
- کارمن (۲۰۰۳)
- سنگ‌ها (۲۰۰۲)
- عشق دیوانه‌وار[۲] (۲۰۰۱)
- چشم غیرمسلح (۱۹۹۸)
- اینتر روهاس (۱۹۹۵)

### تلویزیون
- بی‌گناه (۲۰۲۱)
- گرن هتل (۲۰۱۴)
- پزشک خانوادگی (۱۹۹۷–۱۹۹۵)